# ماغنوس لندين جاكوبسن
ماغنوس لندين جاكوبسن (بالدنماركية: Magnus Landin Jacobsen)‏ مواليد 20 أغسطس 1995، هو لاعب كرة يد دانمركي يلعب كجناح أيسر. مثل منتخب الدنمارك لكرة اليد. فاز ببطولة العالم للشباب في 2013.

## الإنجازات
- الدوري الدنماركي لكرة اليد:
  -  ذهبية: 2014–15

## روابط خارجية
- ماغنوس لندين جاكوبسن على موقع الاتحاد الدولي لكرة اليد (الإنجليزية)
- ماغنوس لندين جاكوبسن على موقع الاتحاد الأوروبي لكرة اليد (الإنجليزية)
- ماغنوس لندين جاكوبسن على موقع نادي كيل لكرة اليد (الألمانية)
- ماغنوس لندين جاكوبسن على موقع أوليمبيديا (الإنجليزية)